# باتريك يوجين كار
باتريك يوجين كار (بالإنجليزية: Patrick Eugene Carr)‏ (و. 1922 – 1998 م)هو محامي، وقاضي من الولايات المتحدة الأمريكية .